# Наше слово (журнал, Австралія)
«Наше Слово» (англ. Our Word) — квартальник Союзу Українок Австралії. Журнал має патріотичне спрямування, приділяє багато уваги діяльності жіночих організацій в Австралії і в діаспорі, публікує літературні твори, вісті з українського громадського життя тощо. Журнал ілюстрований (оригінальні рисунки містила Софія Сивенька та Євгенія Козьолковська), помножується ксероксом. Спочатку журнал виходив накладом 700 примирників, а від 1992 — 400. Виходить з перервами і з перехідною редакцією (Сідней, Аделаїда, Мельбурн).

## Історія
На самих початках діяльності Союзу Українок Австралії відчувалась потреба у власному інформативному органі. Перші публікації друкувались у часописі «Вільна Думка» під заголовком «Жіноча сторінка», її редактором була Ірина Пеленська (1950–1962).
Перше число журналу «Наше Слово» появилося у червні 1965 в Сіднеї — редактор Любов Гордієва (до листопада 1967) у співпраці з редакційною колегією. Журнал був розповсюджений безкоштовно. У 1968–1979 журнал видавався в Мельбурні — редактор Лідія Гаєвська-Денес, англомовний редактор — Мая Грудка (1968–1979).
Після шестирічної перерви «Наше Слово» вийшло у січні 1986 у Сіднеї — редактор Софія Сивенька (1985–1992), англомовний Галина Данько. З 1992 журнал знову появляється у Мельбурні — редактор Стефанія Добрянська-Радивил, англомовний редактор Марта Стахурська. Оформлення обкладинки — Оріона Венгриновича.

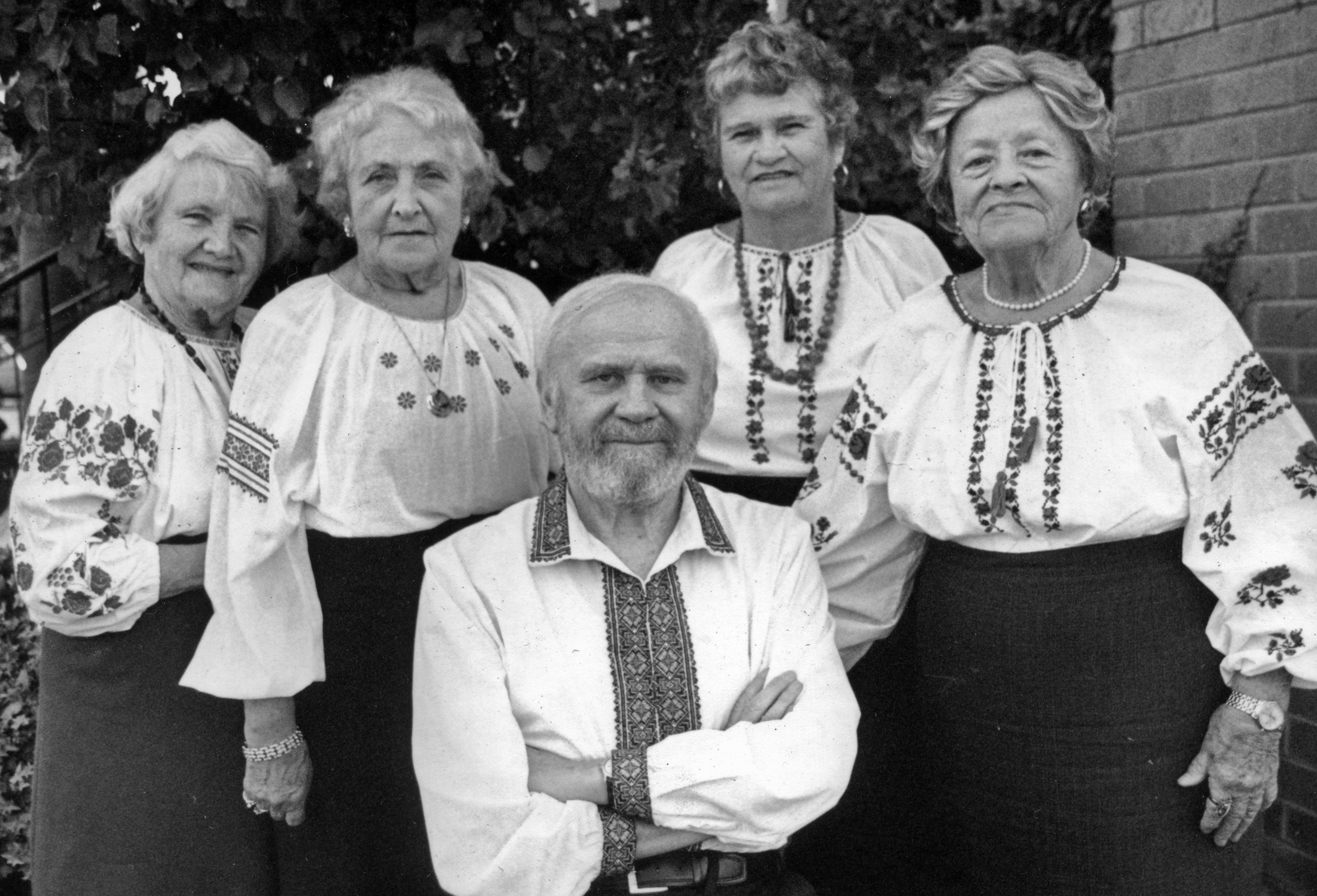
Редколегія «Наше слово» 2001 року.

У квітні 1998 редакція перейшла до Сіднея. Редколегію очолила Людмила Саракула — відповідальний редактор і коректор, Лідія Корженівська — секретар, Домна Даців — фінансовий референт, Валентина Кравченко — дослідниця, Марта Стахурська — англомовний редактор, Леонід Денисенко — художник (проект обкладинки), Роксоляна Мішалов — оформлення сторінок.
Серед співробітників у видання багато праці вклали: Олена Домазар, Євгенія Козьолковська, Іванна Суховерська, Тетяна Борець, Стефанія Якубовська, Олена Борис, Тетяна Бабій, М. Покорська, Галина Яськевич, Анна Кармазин в Сіднеї; Євгенія Дубів, Марія Ковшик, Ірина Хом'як, Віра Федевич, Галина Петришин та Люба Айткен в Мельборні. Постійними авторами були: Віра Войцехівська, Таня Волошка, Ольга Ільків, Боженна Коваленко, Зоя Когут, Юлія Олійник, Людмила Онішко, Клава Рошко, Анна Хрущевська і Олена Чорнобицька (Чорнобривець).